# 29700 Salmon
A 29700 Salmon (ideiglenes jelöléssel 1998 YU5) a Naprendszer kisbolygóövében található aszteroida. Paul G. Comba fedezte fel 1998. december 19-én.
A kisbolygót George Salmon (1819–1904) ír matematikusról és teológusról nevezték el.